# Croton pygmaeus
Croton pygmaeus är en törelväxtart som beskrevs av L.R.Lima. Croton pygmaeus ingår i släktet Croton och familjen törelväxter. Inga underarter finns listade i Catalogue of Life.
Exemplar av arten har hittats i Brasilien.